# Gran Premio motociclistico di Spagna 1978
Il Gran Premio motociclistico di Spagna fu il secondo appuntamento del motomondiale 1978.
Si svolse il 16 aprile 1978 sul Circuito permanente del Jarama, e corsero le classi 50, 125, 250 e 500.
Prima gara della giornata (ore 9.30) quella della 50, con Eugenio Lazzarini che ebbe solo Ricardo Tormo come avversario per la vittoria.
Sorpresa nella gara della 125: ritirati i favoriti Pier Paolo Bianchi (caduto alla curva "Le Mans") e Ángel Nieto (per una perdita di benzina dal serbatoio), si portò in testa Lazzarini, che vinse davanti a Thierry Espié.
Anche la 500 fu ricca di colpi di scena: Kenny Roberts si portò in testa alla gara distaccando i suoi rivali fin quando non si indurì il comando del gas. Ad approfittarne fu Pat Hennen, che vinse davanti al connazionale.
Chiuse il programma la 250, in cui Gregg Hansford ebbe la meglio su Roberts (per l'australiano della Kawasaki fu la prima vittoria iridata).

## Classe 500

### Arrivati al traguardo
| Pos | Pilota                       | Moto   | Tempo     | Punti |
| --- | ---------------------------- | ------ | --------- | ----- |
| 1   | Pat Hennen                   | Suzuki | 57' 45" 8 | 15    |
| 2   | Kenny Roberts                | Yamaha | +7" 3     | 12    |
| 3   | Takazumi Katayama            | Yamaha | +8" 9     | 10    |
| 4   | Johnny Cecotto               | Yamaha | +14" 3    | 8     |
| 5   | Barry Sheene                 | Suzuki | +14" 7    | 6     |
| 6   | Steve Baker                  | Suzuki | +16" 5    | 5     |
| 7   | Teuvo Länsivuori             | Suzuki | +1' 01" 5 | 4     |
| 8   | Christian Estrosi            | Suzuki | +1' 10" 7 | 3     |
| 9   | Wil Hartog                   | Suzuki | +1' 14" 9 | 2     |
| 10  | Steve Parrish                | Suzuki | +1 giro   | 1     |
| 11  | Boet van Dulmen              | Suzuki | +1 giro   |       |
| 12  | Jean-Philippe Orban          | Suzuki | +1 giro   |       |
| 13  | Tom Herron                   | Suzuki | +1 giro   |       |
| 14  | Michel Rougerie              | Suzuki | +2 giri   |       |
| 15  | Leslie van Breda             | Suzuki | +2 giri   |       |
| 16  | Bruno Kneubühler             | Suzuki | +2 giri   |       |
| 17  | Clive Padgett                | Yamaha | +2 giri   |       |
| 18  | Alex George                  | Suzuki | +2 giri   |       |
| 19  | Fernando González De Nicolás | Suzuki | +3 giri   |       |

### Ritirati
| Pilota             | Moto   | Motivo ritiro           |
| ------------------ | ------ | ----------------------- |
| Virginio Ferrari   | Suzuki |                         |
| Ikujiro Takai      | Yamaha | incidente               |
| Max Wiener         | Suzuki | problemi alla frizione  |
| Philippe Coulon    | Suzuki | problemi al motore      |
| Marco Lucchinelli  | Suzuki | problemi al motore      |
| John Newbold       | Suzuki | problemi al motore      |
| Olivier Chevallier | Yamaha | problemi alla frizione  |
| Jon Ekerold        | Suzuki | problemi all'accensione |
| Pentti Korhonen    | Suzuki | problemi al motore      |

### Non partiti
| Pilota                | Moto   |
| --------------------- | ------ |
| Francisco Perez       | Suzuki |
| Carlos de San Antonio | Suzuki |
| Seppo Ojala           | Yamaha |
| Gianni Rolando        | Suzuki |
| Kimmo Kopra           | Yamaha |
| Víctor Palomo         | BUT    |
| Eddie Roberts         | Suzuki |

## Classe 250
29 piloti alla partenza, 19 al traguardo.

### Arrivati al traguardo
| Pos | Pilota             | Moto          | Tempo     | Punti |
| --- | ------------------ | ------------- | --------- | ----- |
| 1   | Gregg Hansford     | Kawasaki      | 49' 27" 3 | 15    |
| 2   | Kenny Roberts      | Yamaha        | +10" 3    | 12    |
| 3   | Franco Uncini      | Yamaha        | +45" 8    | 10    |
| 4   | Kork Ballington    | Kawasaki      | +50" 2    | 8     |
| 5   | Jon Ekerold        | Yamaha        | +1' 21" 9 | 6     |
| 6   | Mick Grant         | Kawasaki      | +1' 22" 6 | 5     |
| 7   | Olivier Chevallier | Yamaha        | +1 giro   | 4     |
| 8   | Tom Herron         | Yamaha        | +1 giro   | 3     |
| 9   | Ray Quincey        | Yamaha        | +1 giro   | 2     |
| 10  | Chas Mortimer      | Maxton-Yamaha | +1 giro   | 1     |
| 11  | Anton Mang         | Kawasaki      | +1 giro   |       |
| 12  | Vic Soussan        | Yamaha        | +1 giro   |       |
| 13  | Pentti Korhonen    | Yamaha        | +1 giro   |       |
| 14  | Leslie van Breda   | Yamaha        | +1 giro   |       |
| 15  | Ángel Nieto        | Yamaha        | +1 giro   |       |
| 16  | Carlos Morante     | Yamaha        | +1 giro   |       |
| 17  | Eduardo Alemán     | Yamaha        | +1 giro   |       |
| 18  | Eero Hyvärinen     | Yamaha        | +2 giri   |       |
| 19  | Roland Freymond    | Yamaha        | +2 giri   |       |

### Ritirati
| Pilota            | Moto       | Motivo ritiro |
| ----------------- | ---------- | ------------- |
| Benjamín Grau     | Derbi      |               |
| Patrick Fernandez | Yamaha     | incidente     |
| Etienne Geeraerdt | Yamaha     | incidente     |
| Paolo Pileri      | Morbidelli | incidente     |
| Carlos Lavado     | Yamaha     | incidente     |
| Mario Lega        | Morbidelli |               |

## Classe 125

### Arrivati al traguardo
| Pos | Pilota                 | Moto       | Tempo     | Punti |
| --- | ---------------------- | ---------- | --------- | ----- |
| 1   | Eugenio Lazzarini      | MBA        | 47' 54" 8 | 15    |
| 2   | Thierry Espié          | Motobécane | +36" 7    | 12    |
| 3   | Harald Bartol          | Morbidelli | +1' 05" 9 | 10    |
| 4   | Clive Horton           | Morbidelli | +1' 23" 5 | 8     |
| 5   | Felice Agostini        | Morbidelli | +1' 35" 1 | 6     |
| 6   | Jean-Louis Guignabodet | Bender     | +1' 43" 9 | 5     |
| 7   | Miguel Cortés          | Morbidelli | +1' 46" 9 | 4     |
| 8   | Thierry Noblesse       | Morbidelli | +1' 47" 9 | 3     |
| 9   | Per-Edvard Carlsson    | Morbidelli | +1' 48" 3 | 2     |
| 10  | Patrick Plisson        | Morbidelli | +1 giro   | 1     |
| 11  | Juliaan Vanzeebroeck   | Morbidelli | +1 giro   |       |
| 12  | Ivan Palazzese         | Morbidelli | +1 giro   |       |
| 13  | Rolf Blatter           | Morbidelli | +1 giro   |       |
| 14  | Stefan Dörflinger      | Morbidelli | +1 giro   |       |
| 15  | Cees van Dongen        | Morbidelli | +1 giro   |       |
| 16  | Walter Koschine        | Bender     | +1 giro   |       |
| 17  | Francisco Román        | Morbidelli | +1 giro   |       |
| 18  | Fabrizio Frollani      | Morbidelli | +2 giri   |       |

### Ritirati
| Pilota             | Moto      | Motivo ritiro      |
| ------------------ | --------- | ------------------ |
| Pier Paolo Bianchi | Minarelli | caduta             |
| Ángel Nieto        | Bultaco   | perdita di benzina |
| Pierluigi Conforti | MBA       |                    |

## Classe 50

### Arrivati al traguardo
| Pos | Pilota            | Moto     | Tempo     | Punti |
| --- | ----------------- | -------- | --------- | ----- |
| 1   | Eugenio Lazzarini | Kreidler | 35' 02" 5 | 15    |
| 2   | Ricardo Tormo     | Bultaco  | +4" 2     | 12    |
| 3   | Patrick Plisson   | ABF      | +1' 05" 8 | 10    |
| 4   | Wolfgang Müller   | Kreidler | +1' 14" 6 | 8     |
| 5   | Cees van Dongen   | Kreidler | +1' 46" 7 | 6     |
| 6   | Daniel Corvi      | Kreidler | +1' 56" 6 | 5     |
| 7   | Theo Timmer       | Kreidler | +2' 04" 6 | 4     |
| 8   | Ramón Galí        | Bultaco  | +1 giro   | 3     |
| 9   | Aldo Pero         | Kreidler | +1 giro   | 2     |
| 10  | Javier Mira       | Derbi    | +1 giro   | 1     |
| 11  | Jorge Navarrete   | Bultaco  | +1 giro   |       |
| 12  | Jacky Hutteau     | Kreidler | +1 giro   |       |
| 13  | Rolf Blatter      | Kreidler | +1 giro   |       |
| 14  | Rudolf Kunz       | Kreidler | +1 giro   |       |
| 15  | Vicente Ferrer    | Derbi    | +1 giro   |       |
| 16  | Hermano Sande     | Kreidler | +4 giri   |       |

### Ritirati
| Pilota           | Moto    | Motivo ritiro |
| ---------------- | ------- | ------------- |
| Claudio Lusuardi | Bultaco |               |

## Fonti e bibliografia
- El Mundo Deportivo, 16 aprile 1978, pag. 25 e 17 aprile 1978, pagg. 26-27
- Risultati della 500 su autosport.com, su autosport.com.